# El hombre caja
El hombre caja (箱男, Hako otoko, 1973) es una novela del escritor Kōbō Abe y traducida al castellano por Ryukichi Terao con la colaboración de Gregory Zambrano. Es un thriller ontológico del autor de La mujer de la arena. 

## Trama
En su novela, Kōbō Abe hace un estudio detallado de un personaje en busca del anonimato. En esencia, el libro es un manual de cómo ser un hombre caja con las ventajas e inconvenientes que esto implica. Él mismo dice al empezar la novela Esto es un diario de un hombre caja. El objetivo del protagonista de la novela es conseguir ver sin ser visto, es decir, quiere pasar desapercibido en una ciudad llamada "T". La forma en la que el autor describe esta ciudad es muy simple. Hay un puente, carreteras de cemento, árboles y un hospital anónimo. Lo cual permite generalizar la situación del protagonista. Pero para hacer que el personaje consiga su objetivo de ser anónimo, el espectador debe ver al hombre caja como algo probable de encontrarse en su día a día.
Para conseguir esto, el hombre caja como narrador cuenta un caso en el cual una persona común de la sociedad se convierte en un hombre caja, detallando un proceso y una psicología muy realista y cercana al lector. Este caso finaliza con la sentencia: por lo tanto, rara vez se apunta con una pistola a un hombre caja. Esto muestra una característica muy repetida en la obra de este autor, y es el sentido del humor. El libro escapa de la etiqueta de ser simplemente metafórico por el realismo y humor que Kōbō Abe muestra al escribir. En el comienzo de la novela, el hombre caja describe cómo es su vida, y desde dónde está escribiendo estos textos. Pero por otro lado, el autor encuentra una gran inestabilidad al no mostrar claramente cuál es la identidad, ni del protagonista, ni del narrador, ni de ambos.